# 조인호 (스켈레톤 선수)
조인호(趙仁浩, 1978년 6월 24일~)는 대한민국의 스켈레톤 선수, 지도자이다.

## 생애
2008년 독일 알텐베르크에서 열린 2008년 세계 선수권 대회에서 26위에 오르며 2010년 동계 올림픽 출전권을 획득했다.
현역 은퇴 후 대한민국 스켈레톤 국가대표팀 코치가 되었으며, 2018년부터 이용의 후임으로 대한민국 국가대표팀의 감독을 맡고 있다.